# HSV Grange
Der HSV Grange ist eine Luxuslimousine, die von Holden Special Vehicles in Australien seit 1997 gefertigt wird. Der Wagen wird von einem 6,2 l-V8-Motor (GM-LS3) angetrieben, der bei 6.000 min−1 eine Leistung von 431 bhp (317 kW) abgibt und bei 4.600 min−1 ein Drehmoment von 550 Nm entwickelt. Der Wagen beschleunigt in 5,05 s von 0 bis 100 km/h. Der Wagen basiert im Wesentlichen auf dem Holden WM Caprice, von dem er die meisten Außen- und Innenausstattungsdetails übernommen hat. Die Kofferraumklappe des Wagens trägt einen unauffälligen Heckspoiler, der dem Wagen zwar das Flair eines Sportwagens verleiht, ihn aber immer noch luxuriös erscheinen lässt. Das Fahrzeug hat LED-Bremsleuchten und das elektrisch einstellbare Fahrwerk MagneRide. In der Sporteinstellung vermindert dieses Fahrwerk merklich die Karosserieneigung und die Wank- und Nickbewegungen bei Kurvenfahrten, was eine sportliche Fahrweise erlaubt. In der Komforteinstellung verhält sich dieses Fahrwerk wesentlich weicher und betont mehr die Luxusaspekte des Wagens. An den HSV-Emblemen an verschiedenen Stellen des Wagens kann man ihm vom Holden Caprice unterscheiden.
HSV ist besonders auf seine neue Preisgestaltung stolz, die die Kunden zu den Händlern bringen soll. Der WM Grange kostet mit AU$ 82.990,-- ca. AU$ 7.000,-- weniger als sein WL-Vorgänger und nur AU$ 13.000,-- mehr als der Holden Caprice.